# BBIBP-CorV
BBIBP-CorV — одна из двух цельновирионных инактивированных вакцин против COVID-19, разрабатываемых Sinopharm. Вакцина двухдозовая, для внутримышечных инъекций с интервалом между инъекциями 3—4 недели. Хранится при температуре 2–8 °C. 

## История

### Испытания
По состоянию на декабрь 2020 года она проходила III фазу клинических исследований в Аргентине, Бахрейне, Египте, Марокко, Пакистане, Перу и Объединённых Арабских Эмиратах (ОАЭ), в исследовании участвовало более 60 000 человек. К ноябрю 2020 года почти миллион человек прошли вакцинацию в рамках китайской программы экстренного использования. К декабрю 2020 года почти 100 000 человек в ОАЭ также получили вакцину в рамках добровольной программы.
12 декабря 2020 года Перу приостановило клинические исследования вакцины Sinopharm для расследования побочного эффекта, который был обнаружен у одного из добровольцев, и возобновило их 16 декабря.

### Регистрация
9 декабря 2020 года ОАЭ объявили об официальной регистрации BBICP-CorV после того, как промежуточный анализ клинических исследований фазы III показал, что эффективность BBIBP-CorV против инфекции COVID-19 составляет 86 %. И Бахрейн, и ОАЭ одобрили использование вакцины. В ОАЭ не сообщили, как будет разворачиваться вакцинирование.
31 декабря 2020 года Национальная комиссия здравоохранения Китайской Народной Республики одобрила вакцину BBIBP-CorV для широкого использования как первую вакцину от коронавируса собственного производства. Одобрение было получено на следующий день после того, как производитель, Sinopharm, заявил, что эффективность вакцины составляет 79,34 % по результатам промежуточного анализа клинических испытаний фазы III.
BBIBP-CorV использует аналогичную, более традиционную технологию, что и в CoronaVac, BBV152, КовиВак и других инактивированных цельновирусных вакцинах против COVID-19, проходящих клинические исследования III фазы. Такая технология успешно применяется во многих хорошо известных вакцинах, таких как вакцина против бешенства.
Министерство здравоохранения Аргентины сообщило 1 июля 2021, что, по предварительным результатам на выборке из 471 682 аргентинцев возрастом старше 60 лет в феврале-июне 2021, эффективность против смерти от COVID-19 составляет 61,6 % для первой дозы вакцины BBIBP-CorV от Sinopharm и 84,0 % для полного двухдозового курса вакцинации (для сравнения, в тех же условиях вакцина AstraZeneca показала эффективность 79,5 % и 88,8 %, вакцина «Спутник V» — 74,9 % и 93,3 %).